# Auténticos
Auténticos fue un programa de televisión español producido por Atresmedia Studios y emitido en La Sexta entre el 15 de enero y el 19 de febrero de 2020. En él, el chef Alberto Chicote se encargaba de cumplir los sueños de personas con necesidades especiales.

## Formato
Auténticos es la adaptación del formato internacional Down with a dream, en el que se pretende cumplir los sueños de dos personas con discapacidad en cada entrega, como conocer a su ídolo, reencontrarse con alguien o realizar alguna profesión o actividad que les gustaría desempeñar, entre otros. Para ello, el presentador conoce el entorno del protagonista, escucha su historia y se encarga de hacer todo lo posible para hacer realidad su deseo.

## Episodios y audiencias

### Temporada 1
| N.º | Protagonistas         | Fecha de emisión      | Audiencia      |
| --- | --------------------- | --------------------- | -------------- |
| 1   | Eli y Alejandro       | 15 de enero de 2020   | 863 000 (5,7%) |
| 2   | Ana y José Manuel     | 22 de enero de 2020   | 680 000 (4,4%) |
| 3   | Héctor y Óscar        | 29 de enero de 2020   | 655 000 (4,4%) |
| 4   | Eric y Dana           | 5 de febrero de 2020  | 548 000 (3,8%) |
| 5   | Andrea y Juan Antonio | 12 de febrero de 2020 | 655 000 (4,1%) |
| 6   | Montse y Roberto      | 19 de febrero de 2020 | 436 000 (3,0%) |

## Audiencia media
| Edición          | Temporada | Programas | Fecha | Cadena   | Espectadores | Cuota |
| ---------------- | --------- | --------- | ----- | -------- | ------------ | ----- |
| [ 1 ] Auténticos | 1         | 6         | 2020  | La Sexta | 640 000      | 4,2%  |